# NGC 882
NGC 882 é uma galáxia lenticular (S0) localizada na direcção da constelação de Aries. Possui uma declinação de +15° 48' 53" e uma ascensão recta de 2 horas, 19 minutos e 39,8 segundos.
A galáxia NGC 882 foi descoberta em 11 de Janeiro de 1831 por John Herschel.